# Röfix
RÖFIX AG je austrijski proizvođač građevinskih materijala, od mortova preko žbuka, estriha pa sve do cijelih sustavnih rješenja. Hrvatska podružnica otvorila je svoja vrata 1997. godine u Pojatnom, danas su pogoni prisutni i u Siveriću i Zaprešiću. 

## Povijest
Tvrtku je osnovao Josef Wehinger sa svojim bratom 1888. god. 1924. godine tvrtku preuzima sin Herman Wehinger. Tvrtka je u to vrijeme bila spalionica vapna te je navedene godine Herman Wehinger prvi proizveo uvrečano vapno. 1936. god. obnavlja se upravna zgrada tvrtke i kupuje se prvi kamion. 12 godina kasnije Josef, Ludwig i Herman postaju punopravni partneri u poduzeću. Tijekom godina poslovanje se kontinuirano širilo i moderniziralo. 1982 god. izgrađena je prva tvornica u talijanskom Parchinsu. Danas RÖFIX svoje tvornice ima diljem Europe od Austrije  preko Švicarske, Italije, Slovenije, Hrvatske, Bosne i Hercegovine, Srbije, Crne Gore pa sve do Kosova, Albanije i Bugarske.

## Vanjske poveznice
- Službene stranice